# Andrea Bolzoni
Andrea Bolzoni (* März 1689 in Ferrara; † 19. Oktober 1760 ebenda) war ein italienischer Kupferstecher.
Andrea Bolzoni war ein bedeutender Kupferstecher, der im 18. Jahrhundert in Ferrara tätig war. Viele seiner Werke befinden sich heute in der Biblioteca Comunale Ariostea. Sein wichtigstes Werk ist die Plan und Ansicht der Stadt Ferrara.

## Leben

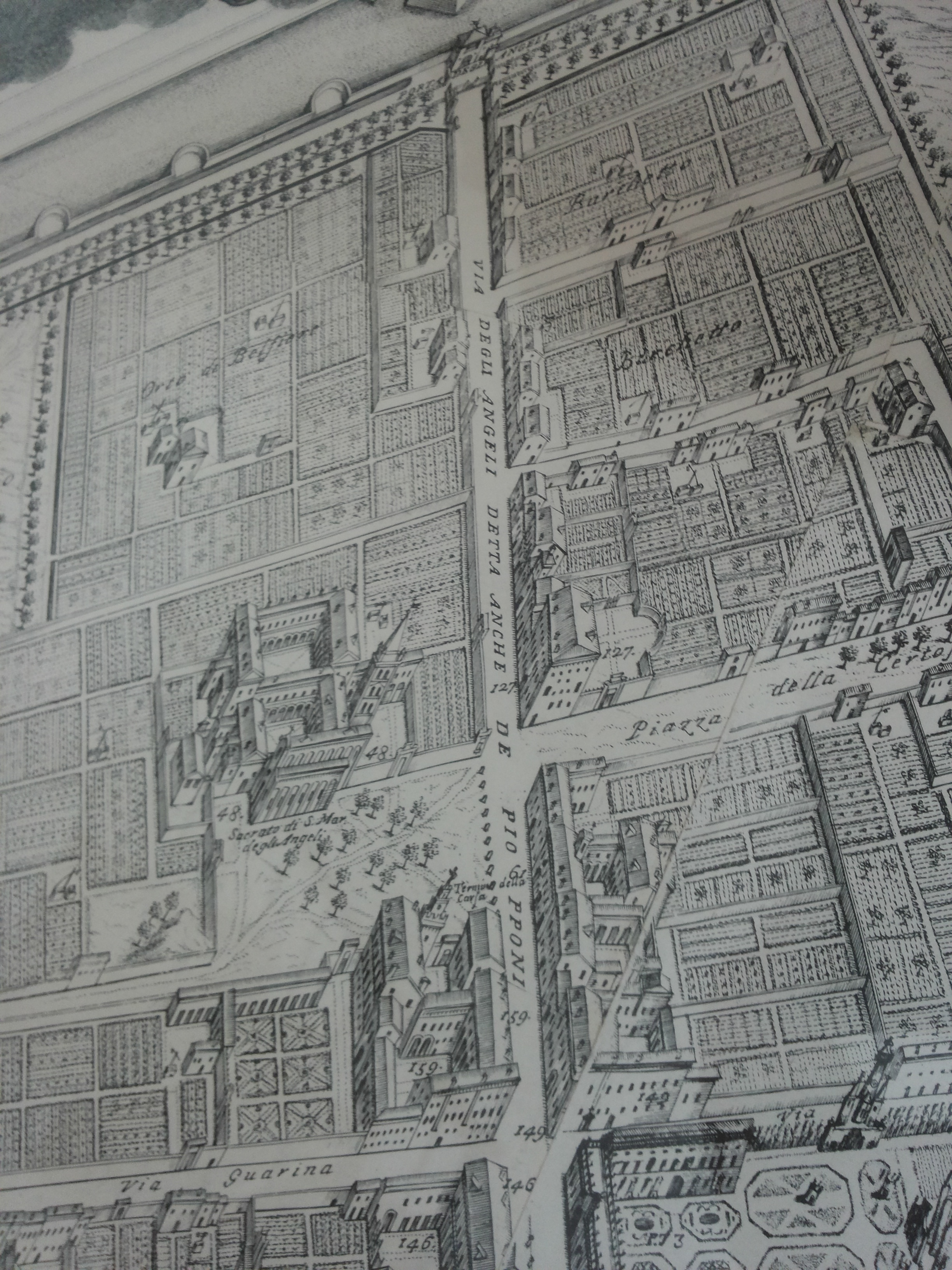
Teil des Plans und des Aufrisses der Stadt Ferrara, mit dem Corso Ercole I d’Este, der als Via degli Angeli oder Via dei Piopponi bezeichnet wird (1747)

Sehr jung verwaist erlernte er die Kunst des Kupferstichs und lernte bei seinem Onkel Francesco das Zeichnen. Nach Giacomo Parolini, der ebenfalls sein Lehrer war, hat er einige Darstellungen von Heiligen gestochen. Als sein Onkel 1728 starb, unternahm er zahlreiche Reisen nach Mittelitalien, um seine Technik zu vervollkommnen. Er besuchte Umbrien, die Toskana, die Marken und reiste bis nach Rom. Er lebte in Ferrara, reiste aber auch nach Modena und Mantua, um dort zu arbeiten.

## Werke
Das Hauptwerk, für das er von den Forschern der Stadtgeschichte von Ferrara anerkannt wird, ist seine Karte der Stadt Ferrara aus der Vogelperspektive. Sie ist von unschätzbarem Wert für die Rekonstruktion und das Verständnis der baulichen Abfolge zur Zeit der Addizione Erculea.
Die Drucke, aus denen sich die Karte zusammensetzt, wurden in vier verschiedenen Ausgaben aus den Jahren 1747, 1768, 1782 und 1794 aufgelegt. Nur die erste dieser Ausgaben erschien zu Lebzeiten des Autors, der 1760 verstarb. Die dritte Ausgabe von 1782 ist diejenige, die von den aufeinanderfolgenden Stadtverwaltungen mindestens zwei Jahrhunderte lang als maßgebliche Darstellung anerkannt wurde.

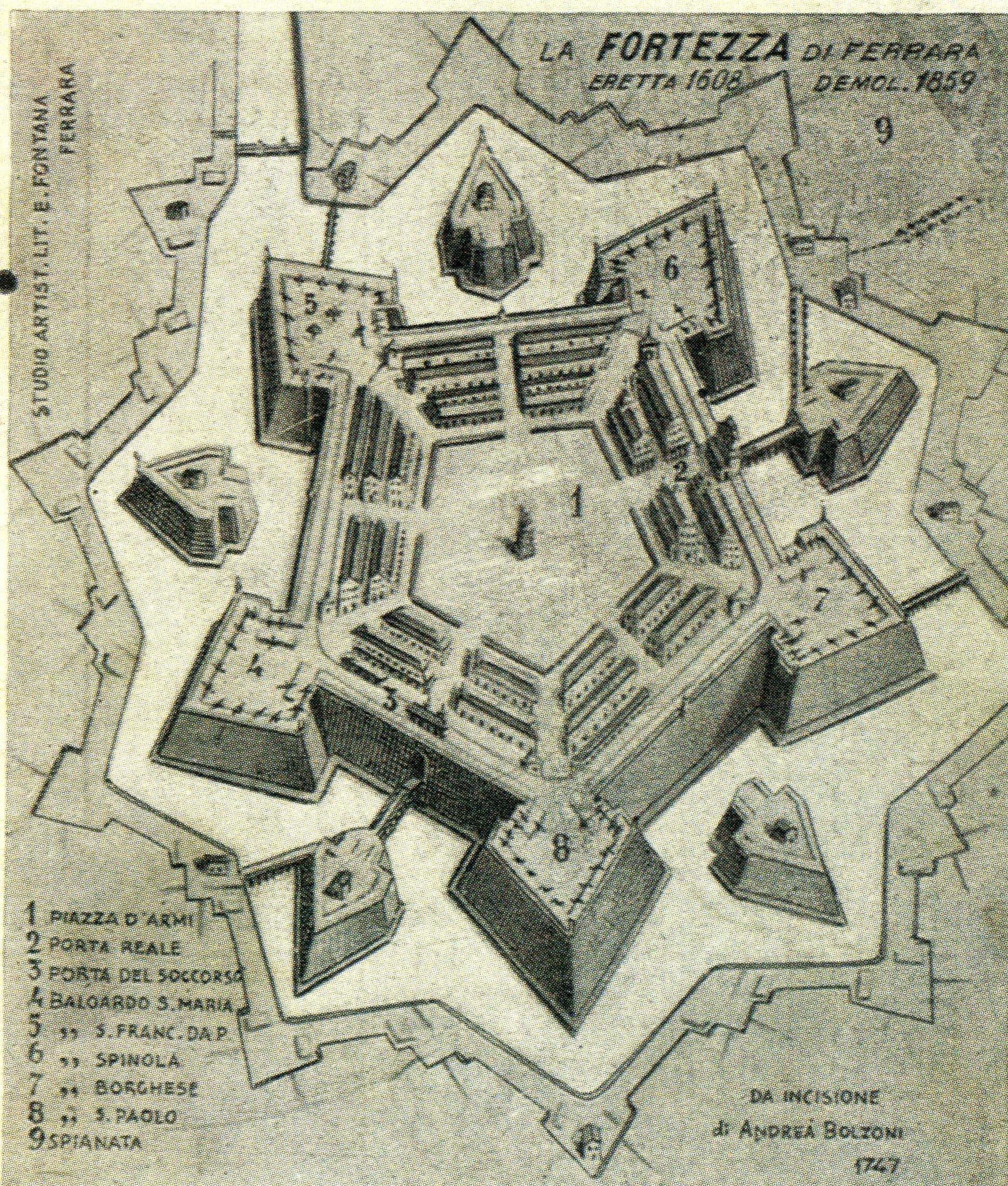
Festung von Ferrara auf einer alten Postkarte, mit einem Stich von Andrea Bolzoni (1747)

Das Besondere an diesem Stadtplan ist die Methode, mit der Bolzoni ihn zeichnete und anschließend für den Druck stach. Er schickte seine Geometer aus, um Daten über die bestehenden Gebäude und Strukturen zu sammeln, einschließlich der Gärten und jedes einzelnen Baumes. Anschließend trug er alle Daten in seiner Werkstatt in den Plan ein, aber das war noch nicht alles. Auf der Grundlage seines Modells einer idealen Stadt, seiner Traumstadt, fügte er Gebäude hinzu, die seiner Vision entsprachen, und schloss Lücken, die seiner Meinung nach genutzt werden sollten. Das Endergebnis seiner Arbeit war ein Entwurf, kein echter Stadtplan von Ferrara, sondern ein Vorgeschmack auf das, was hätte werden sollen. Dies machte seinen Plan zu einem echten Flächennutzungsplan, der bis zur Mitte des letzten Jahrhunderts angewandt wurde.
Der Plan von Bolzoni zeigt die päpstliche Festung, die im Südwesten der Stadt ab 1608 errichtet wurde, d. h. nur wenige Jahre nach der Abtretung Ferraras an den Kirchenstaat (Ferrara war ein altes päpstliches Lehen) und in Ermangelung legitimer Erben von Alfonso II. d’Este.
Bolzoni war auch für die Münzstätten von Ferrara und Mantua tätig. Neben zahlreichen Kupferstichen schuf er verschiedene Porträts und wertvolle Reproduktionen von Gemälden, die später zerstört wurden.